# Pasta Medicinal Couto
A Pasta Medicinal Couto é uma marca de pasta de dentes famosa em Portugal e, juntamente com outros produtos, é um símbolo de saudosismo e de tempos passados.

## O anúncio
"Palavras para quê? É um artista português e só usa Pasta Medicinal Couto!" era assim que terminava um anúncio televisivo do início dos anos 70 e que ainda hoje está na memória de muitos portugueses.
A forte campanha publicitária nos transportes públicos, em revistas e jornais e, especialmente na TV, fez com que esta marca ficasse no imaginário de muitos portugueses. O "artista português" era obviamente oriundo dos territórios coloniais portugueses em África, o que levou também à associação ao Portugal da altura, tornando a marca quase como um símbolo do Portugal do passado.

## O produto
Em 1918 foi criada no Porto, sedeada no Largo de S. Domingos, a firma Flôres e Couto.
Em 1931 o Snr. Alberto Ferreira do Couto tornar-se-ia o único administrador sendo a designação alterada para Couto Lda.
A fórmula da "Pasta Medicinal Couto", foi registada em 13 de Junho de 1932,seria elaborada pelo gerente desta sociedade com a ajuda de um dentista seu amigo. O produto nasceu para lavar os dentes, visando evitar, nomeadamente, as infecções das gengivas, foi também importante para combater os malefícios da sífilis, uma doença proveniente de relações sexuais, que “maltratava os dentes e as gengivas”
Sofreu uma alteração, de nome, em 2001, para seguir as diretrizes comunitárias que impunham limitações na utilização do adjectivo “medicinal”. Passou a ser “Pasta Dentífrica Couto”, caindo a classificação “medicinal”.

## Os dias de hoje
Em 1974, depois do falecimento de Alberto Ferreira Couto, a marca continuou na família, pela mão do seu sobrinho, Alberto Gomes da Silva que faleceu a 7 de maio de 2023.
Nascido cinco anos após a invenção da pasta dentífrica, começou por trabalhar na empresa ainda jovem, para ocupar as férias de verão, e depois, a tempo inteiro, quando completou 17 anos de idade. 
Em 2004, a empresa COUTO, S.A. mudou de instalações, do Largo de São Domingos para o complexo industrial da UTIC, em Vila Nova de Gaia. 
Em 2016, Alberto Gomes da Silva traz para a empresa Alexandra Gomes da Silva sua esposa e atual administradora.